# Phytodietus pleuralis
Phytodietus pleuralis là một loài tò vò trong họ Ichneumonidae.